# Oparanthus hivoanus
Oparanthus hivoanus ist eine Pflanzenart innerhalb der Familie der Korbblütler (Asteraceae). Sie kommt auf den im südlichen Pazifik gelegenen Marquesas endemisch vor.

## Beschreibung

### Vegetative Merkmale
Oparanthus hivoanus wächst als meist als Strauch, der Wuchshöhen von 0,5 bis 2 Meter erreicht. An geschützten Standorten wächst die Art auch als kleiner Baum der Wuchshöhen von bis zu 5 Metern und Stammdurchmesser von bis zu 0,2 Metern erreichen kann. Die Borke ist braun während das Holz cremefarben ist. Die jungen Triebe weisen sehr kurze Internodien auf.
Die kreuzgegenständig an den Zweigen angeordneten Laubblätter sind in einen Blattstiel und eine Blattspreite gegliedert. Der Blattstiel ist 1,5 bis 5, an jüngeren Trieben bis zu 10 Zentimeter lang und erreicht Durchmesser von 0,2 bis 0,8 Zentimeter. Die einfache, ledrige Blattspreite ist bei einer Länge von 2,3 bis 8, an jungen Trieben bis zu 13 Zentimetern sowie einer Breite von 1,3 bis 4,5, an frischen Trieben bis zu 11 Zentimetern eiförmig bis breit eiförmig geformt. Die Spreitenbasis läuft stumpf, gelegentlich auch keilförmig oder ungleichmäßig zu, die Spreitenspitze ist spitz zulaufend, der Spreitenrand ist gesägt bis annähernd ganzrandig. Von jeder Seite des Blattmittelnerves zweigen mehrere Paare an Seitennerven ab und die Blattadern höherer Ordnung bilden ein netzartiges Muster.

### Blütenstände und Blüten
Oparanthus hivoanus ist einhäusig getrenntgeschlechtig (monözisch) und die bekannte Blütezeit erstreckt sich von Januar bis September. Die endständigen, erst aufrechten und später hängenden, zymischen Gesamtblütenstände bestehen aus drei körbchenförmigen Teilblütenständen. Die Teilblütenstände werden 0,9 bis 1,3 Zentimeter groß und haben einen Durchmesser von 0,7 bis 1,2 Zentimeter. Der Blütenstandsschaft ist 0,5 bis 3,5 Zentimeter lang. Im glockenförmigen Involucrum sind in zwei abgestuften Reihen die sieben bis acht Hüllblätter angeordnet, welche 0,65 bis 0,8 Zentimeter lang sind. Die Hüllblätter auf dem konvexen Körbchenboden werden 0,9 bis 1,1 Zentimeter lang.
Die funktional eingeschlechtigen Blüten sind vierzählig mit doppelter Blütenhülle. Die Blütenkörbe enthalten acht bis elf funktional weibliche Zungenblüten (= Strahlenblüten) in ein bis drei abgestuften Reihen und 20 funktional männliche Röhrenblüten (= Scheibenblüten). Die Kronblätter der Zungenblüten unterteilen sich in eine 0,3 bis 0,4 Zentimeter lange Kronröhre sowie eine 0,3 bis 0,33 Zentimeter lange Zunge, welche an ihrer Spitze leicht gelappt oder gezähnt ist. Die Röhrenblüten haben eine rund 0,25 Zentimeter lange Kronröhre sowie etwa 0,3 Zentimeter lange Kronlappen.

### Früchte und Samen
Die holzigen, fruchtbaren Achänen, welche sich in den Zungenblüten bilden sind bei einer Länge von mindestens 0,7 Zentimetern annähernd elliptisch geformt und weisen einen oder zwei schmale Flügel auf. Der bis zu 0,1 Zentimeter breite Flügel hat einen glatten bis leicht unregelmäßigen Rand und reicht etwas über die Spitze der Achänen hinaus. Die etwa 0,45 Zentimeter langen Achänen, welche sich in den Röhrenblüten bilden, sind steril und weisen gelegentlich einen Flügel auf.

## Vorkommen
Das natürliche Verbreitungsgebiet von Oparanthus hivoanus liegt auf der zu den Marquesas gehörenden Insel Hiva Oa. Das Verbreitungsgebiet umfasst dort den westlichen Teil der Insel und erstreckt sich über den Mont Temetiu und dem Mont Feani bis nach Hanamenu.
Oparanthus hivoanus gedeiht in Höhenlagen von 850 bis 1200 Metern. Die Art wächst dort in der Wolkenzone in verbuschten Wäldern, meist an windumtosten Hängen und in Gipfelregionen. In diesen Wäldern wachsen verschiedene Arten von Cheirodendron, Crossostylis, Cyathea, Freycinetia, Eisenhölzern (Metrosideros), Reynoldsia, Fächerblumen (Scaevola) sowie Weinmannia.

## Systematik
Die Erstbeschreibung als Bidens hivoana erfolgte 1964 durch Otto Degener und Earl Edward Sherff in Botanical Gazette; Paper of Botanical Notes. Crawfordsville, IN, Chicago, IL. Im Jahr 1997 überführten Robynn K. Shannon und Warren L. Wagner die Art als Oparanthus hivoanus in Allertonia in die Gattung Oparanthus.